# Romance (film 1986)
Romance è un film del 1986 diretto da Massimo Mazzucco. 
Fu presentato in concorso alla 43ª Mostra internazionale d'arte cinematografica di Venezia.

## Trama
Giulio, sentendosi ormai anziano, desidera riprendere i contatti con il figlio Andrea, che non vede da anni, e lo invita a trascorrere qualche giorno in una baita di montagna dove si è ritirato. Tra loro non vi è mai stato nulla in comune e inizialmente l'incontro è imbarazzante per entrambi. Presto i rancori e le incomprensioni si stemperano e i due uomini cominciano a entrare in confidenza, a parlarsi, a riflettere sulle proprie esperienze.
Giulio ha poco da narrare o da insegnare: la moglie è malata, ricoverata in un istituto e lui non ha mai avuto il coraggio di andare a rivederla; ha avuto una lunga relazione con un'altra donna e adesso che i suoi amici sono quasi tutti scomparsi, si è ritirato a vivere in solitudine.
Andrea gli oppone una immagine di vita efficiente e positiva: il matrimonio, le figlie, il guadagno, il lavoro. Ma l'incontro col padre lo costringe a ripensare alle ipocrisie della sua vita: il rapporto con la moglie in realtà va avanti per inerzia, il lavoro non è soddisfacente, la spasmodica ricerca di successo e di denaro domina le sue inconcludenti giornate.
Dopo aver passato qualche giorno insieme, ritrovando l'affetto reciproco, i due si lasciano tornando ciascuno al proprio mondo, con qualche ipocrisia in meno e con un'esperienza in più.

## Produzione
Opera seconda del giovane regista Massimo Mazzucco, che col suo film d'esordio Summertime aveva vinto alla mostra di Venezia del 1983 il Premio De Sica, e che poi sarebbe assurto fra i principali conspiratori della cultura complottista italiana, aveva come titolo di lavorazione Uomini senza. Il leggendario Walter Chiari, che con questo film ritornava sul set dopo anni di assenza, dichiarò alla stampa per l'occasione: «È una storia che io definisco "quasi qualsiasi", fatta di umori che toccano nel profondo. Dove l'unico eroismo è vivere una vita comune».
Luca Barbareschi, allora attore emergente, già protagonista del primo film di Mazzucco, parlava di Chiari in questi termini: «Non è un padre che ti insegna i trucchi del mestiere, ma ti insegna l'apertura delle emozioni. Con lui ho imparato ad avere una temperatura di recitazione che può essere comica o drammatica, ma che è sempre fatta di autenticità».
Nella pellicola appare un noto bagnino di Cervia, Gino Guidazzi detto Bull, che racconta ai protagonisti un suo reale aneddoto con Benito Mussolini, risalente al 1939.

## Riconoscimenti
- 1986 - Mostra internazionale d'arte cinematografica
  - Premio Pasinetti a Walter Chiari
  - Ciak d'oro Venezia 1986 a Walter Chiari

- Globo d'oro della Stampa estera (ANICA)  
  - Miglior attore rivelazione a Luca Barbareschi